# Komparativfras
En komparativfras är en fras som uttrycker en jämförelse med något. Den inleds med orden "än" eller "som".
Hon är längre än han.
Hon är lika lång som han.
Man kan tänka sig komparativfraser som förkortningar (ellipser) av bisatser, och i många fall kan man lika gärna använda en sådan bisats. Därför tar många grammatikor upp komparativfraser som en satsförkortning.
Hon är längre än han är.
Det finns dock fall när man inte kan tänka sig komparativfrasen som en förkortad bisats. Därför tar en del grammatikor upp komparativfraser som subjunktionslinledda fraser (till exempel SAG) eller som prepositionsfraser.
Bättre än så här kan det inte bli.
Hon åt mer än tio bananer.